# Calisto herophile
Calisto herophile är en fjärilsart som beskrevs av Jacob Hübner 1823. Calisto herophile ingår i släktet Calisto och familjen praktfjärilar. Inga underarter finns listade i Catalogue of Life.

## Bildgalleri

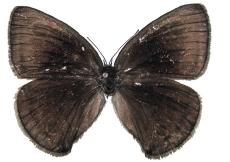
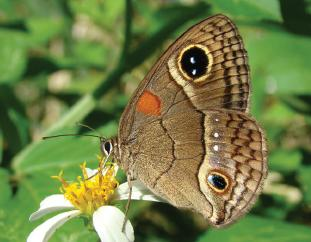
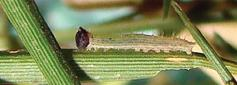
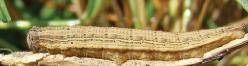
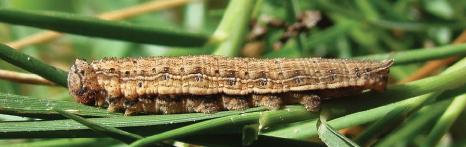
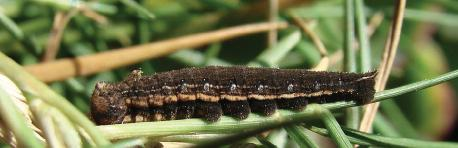